# غوران بوغدانوفيتش
غوران بوغدانوفيتش (بالصربية: Горан Богдановић)‏ هو لاعب كرة قدم صربي في مركز الوسط، ولد في 27 أبريل 1967 في سميديريفو في صربيا. لعب مع إسبانيول وريال مايوركا ونادي إكستريمادورا ونادي بارتيزان.

## وصلات خارجية
- غوران بوغدانوفيتش على موقع الاتحاد الأوربي (الإنجليزية)
- غوران بوغدانوفيتش على موقع قاعدة بيانات كرة القدم.إي يو (الإنجليزية)
- غوران بوغدانوفيتش على موقع عالم كرة القدم.نت (الإنجليزية)